# Alloclubionoides
Alloclubionoides là một chi nhện trong họ Agelenidae.